# Championnats panaméricains de cyclisme de 1997
Navigation
Championnats panaméricains 1996 Championnats panaméricains 1998
Les Championnats panaméricains de cyclisme sont les championnats continentaux annuels de cyclisme sur route et sur piste pour les pays membres de la Confédération panaméricaine de cyclisme. Les compétitions se disputent, en Colombie, du 3 au 10 août à Cali. Elles réunissent cent soixante-dix-neuf coureurs de quinze pays. Les compétitions sont organisées par le Fondo Mixto para la Promoción del Deporte (Fonds mixte pour la promotion du sport) et ont couté cent quatre-vingts millions de pesos. Les compétitions sur piste commencent le 7 août sur le vélodrome Alcides Nieto Patiño.

## Podiums

### Cyclisme sur route
| Épreuves                                | Or                    | Argent             | Bronze                |
| --------------------------------------- | --------------------- | ------------------ | --------------------- |
| Compétitions masculines élite           |                       |                    |                       |
| Course en ligne                         | Eduardo Uribe         | Márcio May         | Manuel Guevara        |
| Contre-la-montre                        | Dubán Ramírez         | Javier Zapata      | Iddis-Albin Tavarez   |
| Compétitions masculines moins de 23 ans |                       |                    |                       |
| Course en ligne                         | Marlon Pérez          | Pedro Pablo Pérez  | Hernán Bonilla        |
| Contre-la-montre                        | Iván Parra            | Guillermo Brunetta | Marlon Pérez          |
| Compétitions féminines                  |                       |                    |                       |
| Course en ligne                         | Yuliet Rodríguez (en) | Belem Guerrero     | Yoanka González       |
| Contre-la-montre                        | Maureen Kaila Vergara | Dania Pérez (en)   | Yuliet Rodríguez (en) |

### Cyclisme sur piste
| Épreuves                | Or                                                                             | Argent                                                                | Bronze              |
| ----------------------- | ------------------------------------------------------------------------------ | --------------------------------------------------------------------- | ------------------- |
| Compétitions masculines |                                                                                |                                                                       |                     |
| Kilomètre               | Miguel Clavero                                                                 | Gil Cordovés                                                          | Julio César Herrera |
| Keirin                  |                                                                                |                                                                       |                     |
| Vitesse individuelle    | Julio César Herrera                                                            | Gil Cordovés                                                          | John Jaime González |
| Poursuite individuelle  | Iván Domínguez                                                                 | Jonathan Reth                                                         | Víctor Herrera      |
| Poursuite par équipes   | Colombie Jhon Freddy García Alexander Moncaleano Giovanny López Víctor Herrera | Cuba Iván Domínguez Reynaldo Rodríguez Iosvany Gutiérrez Héctor Ajete |                     |
| Course aux points       | Juan Curuchet                                                                  | Juan Juárez                                                           | Gabriel Curuchet    |
| Élimination             | Juan Curuchet                                                                  | Gabriel Curuchet                                                      | Alvaro Muñoz        |
| Compétitions féminines  |                                                                                |                                                                       |                     |
| 500 mètres              | Yumari González                                                                | Daniela Larreal                                                       | Nancy Contreras     |
| Vitesse individuelle    | Daniela Larreal                                                                | Yumari González                                                       | Nancy Contreras     |
| Poursuite individuelle  | Yoanka González                                                                | Dania Pérez (en)                                                      | Erin Veenstra       |
| Course aux points       |                                                                                |                                                                       |                     |

## Déroulement des championnats
Lors du Festival olympique de Mexico, plusieurs pistards colombiens ont réalisé des performances intéressantes, ainsi Víctor Herrera est cité par son directeur sportif, Absalón Rincón, comme une surprise possible, lui qui a abaissé le record national de 4 min 36 s à 4 min 32 s. Rincón et l'autre technicien Hernán Herrón sont relativement confiants en leur troupe.
Les courses en ligne sont les premières compétitions des championnats. Le départ du parcours homme se situe dans le corregimiento de Guabas, à quatre kilomètres du centre-ville de Guacarí. Après un long périple passant par Cali, les coureurs arrivent à Buga, où les Élites terminent par quatre tours d'un circuit développant 9,5 km, pour un total de 192 km. Alors que les espoirs ne font que trois tours et 178 km. Tandis que les féminines partent de Menga, dans les faubourgs de Cali pour rejoindre Buga et effectuer une distance de 88 km. Les techniciens locaux Roberto Sánchez (responsable des coureurs Élites) et Alfonso López (chez les moins de 23 ans) sont confiants au départ et pensent que leurs coureurs vont obtenir de bons résultats.

## Tableau des médailles
18 médailles ont été distribuées lors des compétitions sur route. 
| Rang  | Nation    | Or | Argent | Bronze | Total |
| ----- | --------- | -- | ------ | ------ | ----- |
| 1     | Colombie  | 3  | 1      | 2      | 6     |
| 2     | Cuba      | 1  | 2      | 3      | 6     |
| 3     | Mexique   | 1  | 1      | 0      | 2     |
| 4     | Salvador  | 1  | 0      | 0      | 1     |
| 5     | Brésil    | 0  | 1      | 0      | 1     |
| -     | Argentine | 0  | 1      | 0      | 1     |
| 7     | Venezuela | 0  | 0      | 1      | 1     |
| Total | Total     | 6  | 6      | 6      | 18    |